# Michael Schenk (Fußballspieler)
Michael Schenk (* 12. August 1953) ist ein ehemaliger deutscher Fußballspieler.

## Leben
Schenk lief für den HSV Barmbek-Uhlenhorst in der Regionalliga auf. Im Dezember 1972 traf er mit den Hamburgern im DFB-Pokal auf den FC Bayern München und verlor im Olympiastadion vor 2000 Zuschauern mit 0:7.
Er bestritt in der Saison 1973/74 2730 Einsatzminuten für Barmbek-Uhlenhorst in der Regionalliga Nord, als Tabellenfünfter gelang ihm mit der Mannschaft der Sprung in die neugegründete 2. Fußball-Bundesliga.
Der Mittelfeldmann stand 1974/75 in 34 Spielen der 2. Bundesliga auf dem Feld (2801 Einsatzminuten), belegte mit den Hamburgern bei einer Bilanz von sechs Siegen, acht Unentschieden und 24 Niederlagen jedoch den letzten Platz und stieg aus der 2. Bundesliga ab.